# Torneio Internacional de Durban de 2015
O Torneio Internacional de Durban de 2015 (também denominado Durban Under 19 International Football Tournament) foi a segunda edição deste evento esportivo, um torneio internacional de futebol masculino Sub-19, que ocorreu em Durban, África do Sul. A competição ocorre de 29 de julho a 8 de agosto de 2015.
O time inglês Arsenal bateu os holandeses do PSV Eindhoven por 2 a 1 na final, com gols de Ben Sheaf e Yassin Fortune, e se tornou o campeão da competição. A África do Sul venceu o Stuttgart na disputa do terceiro lugar.

## Regulamento
O torneio é disputado através do sistema de Grupos e Eliminatórias. Na primeira fase, as oito equipes são divididas em dois grupos de quatro, aonde disputam os jogos dentro de seu grupo, e são classificadas de acordo com o sistema de pontos corridos.
Para a segunda fase se classificam os dois primeiros colocados de cada grupo, respeitando-se os critérios de desempate da competição. Nesta fase os clubes se enfrentam em jogo único, o primeiro colocado do Grupo A enfrenta o segundo do Grupo B e o primeiro do Grupo B o segundo do Grupo A, classificando-se os vencedores de cada disputa à final da competição, que também ocorre em jogo único. Os perdedores dos confrontos semifinais, decidem a terceira colocação também em jogo único.

### Critérios de desempate
Em caso de empate por pontos entre dois clubes, os critérios de desempate serão aplicados na seguinte ordem:
1. Número de vitórias
2. Saldo de gols
3. Gols pró
4. Gols contra
5. Número de cartões vermelhos
6. Número de cartões amarelos
7. Sorteio

## Equipes participantes
| - África do Sul - Arsenal - Celtic - Galatasaray | - KZN Academy - Milan - PSV Eindhoven - Stuttgart |

## Premiações
| Torneio Internacional de Durban de 2015 |
| Inglaterra                              |
| --------------------------------------- |
| Arsenal Campeão (1º título)             |